# 玉川村 (茨城県新治郡)
玉川村（たまがわむら）は、茨城県新治郡にかつて存在した村である。

## 地理
- 旧玉里村の東部、現在の茨城県小美玉市の南西部に位置する。
- 霞ヶ浦に面していて、霞ヶ浦の支流園部川の河口に位置する。

## 歴史
村名は下玉里村の玉と川中子村の川を組み合わせて玉川村となった。 

### 村域の変遷
- 1889年（明治22年）4月1日 - 町村制施行により、下玉里村・川中子村が合併し新治郡玉川村が発足。
- 1955年（昭和30年）3月31日 - 田余村と合併し玉里村が発足。同日玉川村廃止。

変遷表
| 1868年 以前 | 1868年 以前 | 明治22年 4月1日 | 昭和30年 3月31日 | 平成18年 2月20日 | 現在     |
| ----------- | ----------- | --------------- | ---------------- | ---------------- | -------- |
|             | 下玉里村    | 玉川村          | 玉里村           | 小美玉市         | 小美玉市 |
|             | 川中子村    | 玉川村          | 玉里村           | 小美玉市         | 小美玉市 |

## 大字
- 下玉里（しもたまり）
- 川中子（かわなご）

## 人口・世帯

### 人口
総数 [単位： 人]
| 1891年（明治24年） | 1,216 |
| 1920年（大正 9年） | 1,282 |
| 1935年（昭和10年） | 1,467 |
| 1950年（昭和25年） | 1,738 |

### 世帯
総数 [単位： 世帯]
| 1920年（大正 9年） | 250 |
| 1935年（昭和10年） | 258 |
| 1950年（昭和25年） | 290 |